# Enterrement vivant

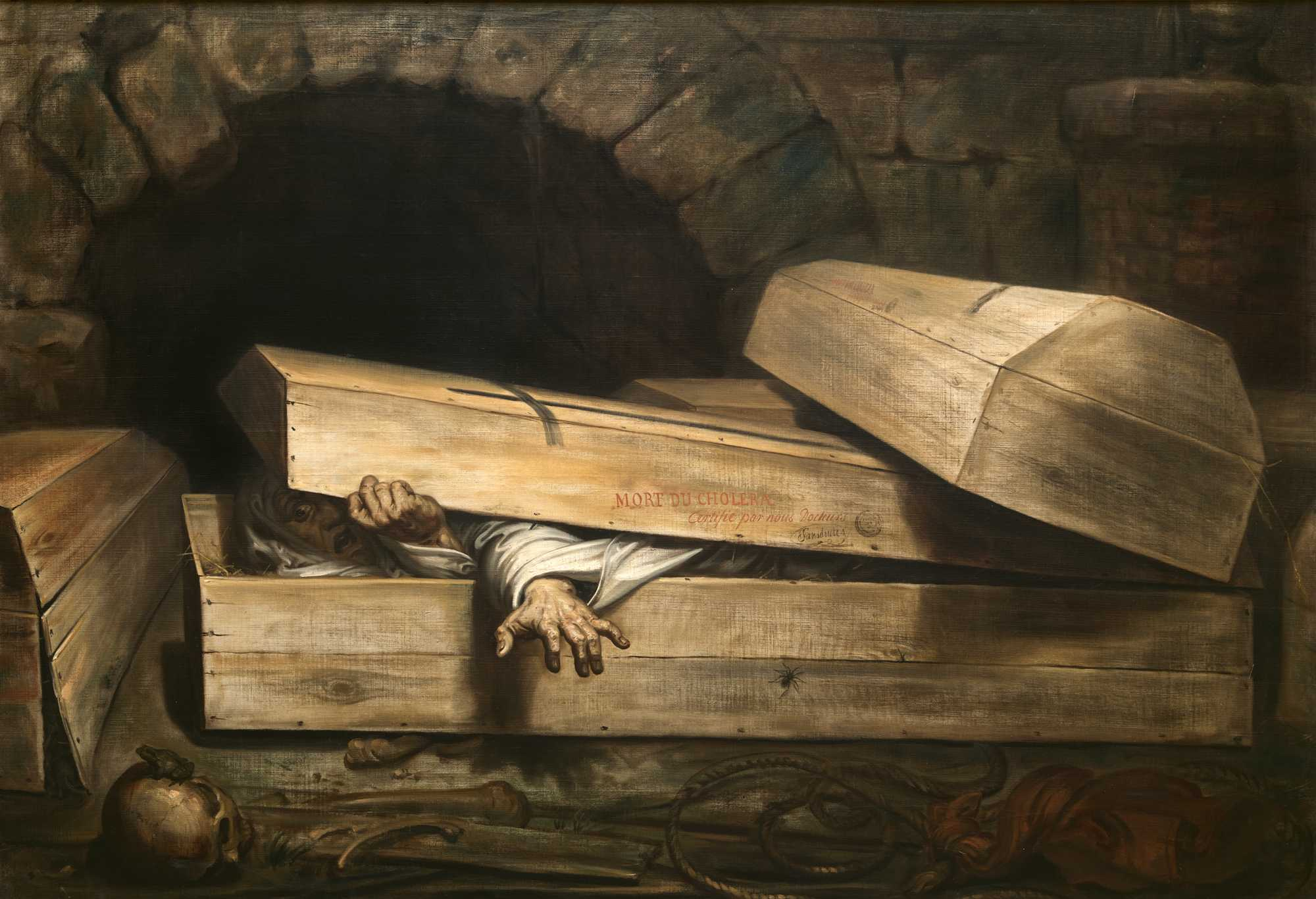
L'inhumation précipitée d'Antoine Wiertz (1854).

« Enterré vivant » redirige ici.  Pour le téléfilm, voir Enterré vivant (téléfilm).
L'enterrement vivant est une action consistant à mettre en terre une personne encore vivante. Indépendamment des ensevelissements accidentels provoqués par des catastrophes ou des cataclysmes, des personnes peuvent être involontairement mises en bière et inhumées vivantes à la suite d'une erreur de diagnostic de leur décès. On regroupe dans cette catégorie les personnes qui ont été enfermées vivantes dans un cercueil ou déposées dans une morgue et dont le réveil a été constaté avant leur enterrement.
Il peut également s'agir d'un supplice mortel, principalement réservé aux femmes au Moyen Âge lorsque d'autres méthodes d'exécution étaient jugés impudiques. La méthode peut également être employée au cours de massacres commis pendant des conflits ou individuellement par des meurtriers.
L'enfouissement peut aussi être volontaire, la mort n'étant pas le but recherché. C'est le cas lorsque des illusionnistes, yogis ou fakirs cherchent à réaliser des performances physiques, ou que l'on tente de faire croire à un décès.

## Inhumation prématurée

### Histoire
Dès l'Antiquité, des cas sont relatés par Asclépiade de Bithynie IIe siècle av. J.-C., qui aurait découvert l'erreur au passage d'un convoi mortuaire et par Plutarque de Chéronée concernant une personne qui revint à la vie au bout de trois jours, au moment où on la portait en terre. Pline l'ancien écrivait vers l'an 77 : 

« Le consul Àviola se ranima sur le bûcher, mais la violence des flammes empêcha qu'on ne le secourût, et il fut brûlé vif. Le même malheur arriva, dit-on, à Lamia, ex-prêteur. Messala Rufus, et la plupart des auteurs, rapportent que Élius Tubéron, qui avait aussi rempli les fonctions de la préture, fut retiré du bûcher. Telle est la condition des mortels, et nous sommes à un tel point le jouet de la fortune, que nous ne sommes sûrs de rien, pas même de la mort d'un homme. Yarron rapporte aussi que lorsqu'il était vigintivir pour le partage des terres de Capoue, un homme que l'on portait au bûcher revint à pied de la place publique chez lui, que pareille chose était arrivée à Aquinum. Il dit qu'à Rome, Corfidius, mari de sa tante maternelle, revint à la vie, lorsque déjà l'on avait fait prix pour ses funérailles, et que
lui-même accompagna le convoi de celui qui avait commandé le sien. »

 La peur d'être enterré vif s'est largement répandue à partir de la Renaissance. Dans sa comédie en cinq actes L'Étourdi ou les Contretemps créée en 1653, Molière, qui fait dire à Anselme : « Qui tôt ensevelit bien souvent assassine / Et tel est cru défunt qui n'en a que la mine », démontre que le problème était connu et source de préoccupations déjà à cette époque. Dans un ouvrage rédigé en 1751, Dom Augustin Calmet affirme : « On pourrait multiplier à l'infini les exemples de personnes enterrées toutes vivantes et d'autres qui sont revenues comme on les portait au tombeau, ou qui ont été tirées du tombeau par des cas fortuits. ». À l'appui de ses dires, il cite plusieurs exemples de personnes revenues à la vie alors qu'elles étaient considérées mortes et traitées comme telles. Parmi eux François de Civille, qui fut, selon ses propres écrits, au cours de sa vie « trois fois mort et enterré, et, par la grâce de Dieu, trois fois ressuscité ». Durant la peste de 1558 à Dijon, Nicole Lentillet fut jetée dans une fosse commune dans laquelle elle survécut durant quatre jours avant d'en être tirée. Calmet cite également un garçon perruquier mort d'apoplexie en 1688 dont on entendit les plaintes trois jours après sa mort. Quand il fut enfin déterré, les médecins déclarèrent qu'il n'était mort que depuis deux heures seulement. Plus proche de nous, en janvier 1819 en Allemagne, le baron Hornstein aurait été enfermé vivant dans le caveau familial et retrouvé mort ensanglanté par des ouvriers au bout de deux jours. Certains récits relèvent de la légende ou de la calomnie, tels ceux concernant l'empereur byzantin Zénon mort en 491,,, ou Jean Duns Scot mort en 1308, dont on a faussement prétendu qu'en ouvrant leurs tombeaux on avait constaté qu'ils s'étaient dévoré les bras.
Selon une étude publiée en 2013, le temps de survie dans un cercueil fermé est d'environ 5 h 30. Au-delà de ce délai, le manque d'oxygène provoque la mort. Toutefois le calcul est basé sur le rythme normal de la respiration humaine, alors que le souffle d'une personne en situation de catalepsie est imperceptible.

### XIXesiècle

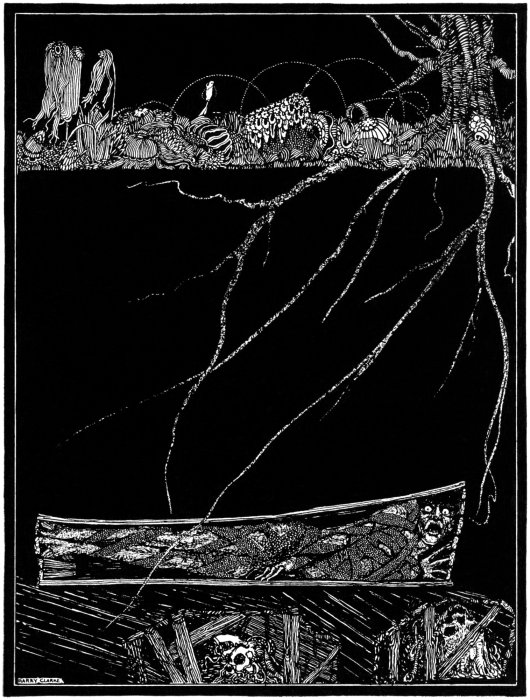
Illustration de Harry Clarke pour une édition de 1919 de L'Enterrement prématuré d'Edgar Allan Poe.

Cette terreur, appelée taphophobie, débute au milieu du XVIIIe siècle et explose au XIXe siècle, portée par la conjugaison de récits d'épouvante rédigés par des écrivains adeptes du romantisme noir tel Edgar Allan Poe, et par la relation de cas réels rapportés complaisamment dans les journaux. De nombreux médecins d'alors ne peuvent qu'admettre leurs difficultés à diagnostiquer avec certitude un décès, notamment pour les états de mort apparente (tels que catalepsie, léthargie, coma, entre autres) et publient de nombreuses études sur la question. D'autant qu'on considérait à l'époque que les épidémies se propageaient par les miasmes diffusés dans l'air et qu'on s'empressait en conséquence d'enterrer les cadavres, ou présumés tels, le plus rapidement possible. Un article paru aux États-Unis en 1834 estime, qu'au cours de la terrible épidémie de fièvre jaune qui fit près de 5 000 victimes à Philadelphie en 1793, de nombreux malades ont été extraits de leur maison et enterrés alors qu'ils n'étaient pas encore réellement décédés. Dans le Dictionnaire des sciences médicales en 58 volumes publié en 1818, on peut lire la description suivante : 

« Qu'on se peigne la situation d'un malheureux enseveli vivant qui se réveille dans le séjour de la mort ; ses cris ne frapperont point les airs, et aucune oreille humaine ne les entendra ; en vain il veut déchirer le linceul dont ses membres sont enveloppés ; en vain il tente de repousser la masse de terre qui pèse sur son cercueil : meurtri, épuisé, il éprouve toutes les angoisses du désespoir, et, cédant à sa rage et à la faim, il mord, il ronge ses bras qui ne peuvent l'arracher à son horrible destinée. »

### France
En France, la question a été posée par les autorités. Lors de sa séance du 22 août 1854, l'Académie de médecine dénonce des inhumations prématurées, avant le délai légal, lors d'épidémies de choléra, comme « un abus qui expose à enterrer des vivants ».  

Elle fut abordée au Sénat dans sa séance du 27 février 1866. Il y fut examiné une pétition qui signalait le danger des inhumations précipitées, faisant suite à plusieurs pétitions sur le même thème. Le rapporteur de la commission estimait que les dispositions prévues par le Code Napoléon (à savoir qu'une inhumation ne peut avoir lieu que 24 heures après qu'un officier d'état civil, accompagné de deux témoins, a constaté le décès sur place, l'intervention d'un médecin n'étant requise qu'en cas de mort violente) suffisent à éviter les incidents, mais le cardinal Donnet est intervenu pour déclarer notamment : 

« J'ai acquis la conviction, par des faits incontestables, que les victimes des inhumations précipitées sont plus nombreuses qu'on ne le pense communément. Or, y a-t-il rien de plus horrible que de mourir en imputant sa mort au peu de vigilance et à l'imprévoyante précipitation de ceux qu'on appelait, quelques heures avant, des plus doux noms qu'on puisse donner ici-bas ? »

 Le cardinal avait justement vécu cette situation en 1826 : déclaré mort à la suite d'un malaise en prêche, il entendit son entourage préparer ses obsèques pour le lendemain et ne se réveilla qu'au son de la voix d'un ami d'enfance.
Hantées par ce risque, de nombreuses personnes demandent à ce qu'on s'assure de façon certaine de leur décès :
- Peu de temps avant son décès en 1799, George Washington a demandé à son secrétaire Tobias Lear de veiller à ce qu'il ne soit pas enterré avant au minimum trois jours après son décès, pour qu'il soit certain qu'il ne sera pas enterré vif[18].
- Le 16 octobre 1849, la veille de sa mort, Frédéric Chopin, qui a perdu sa voix, écrit sur un papier : « Comme cette terre m’étouffera, je vous conjure de faire ouvrir mon corps pour que je ne sois pas enterré vif[19]. ».
- « Je désire être inhumé seulement quand on aura constaté que mon cadavre est entré en décomposition. Je crains la léthargie et redoute par-dessus tout d’être enterré vivant », écrit le docteur Séverin Icard dans son testament en 1903[20].
- « Avant de mettre mon corps dans la bière, je veux que l'on ait des preuves absolues, certaines de ma mort : ouvrir l'artère carotide, par exemple », exige le compositeur Jules Massenet dans un codicille à son testament le 26 novembre 1908[21].
- Dans son testament, le philanthrope Auguste Blanpain de Renusson a demandé que son corps soit conservé pendant un mois dans une chapelle éclairée par une veilleuse et dont la clef resterait à l'intérieur. Cette dernière volonté n'ayant été découverte qu'après son inhumation, alors qu'un legs très important devait profiter à la commune de Bar-le-Duc, il fallut retirer le cercueil du caveau où il avait été déposé six jours plus tôt[22].

### Mort apparente et mort réelle

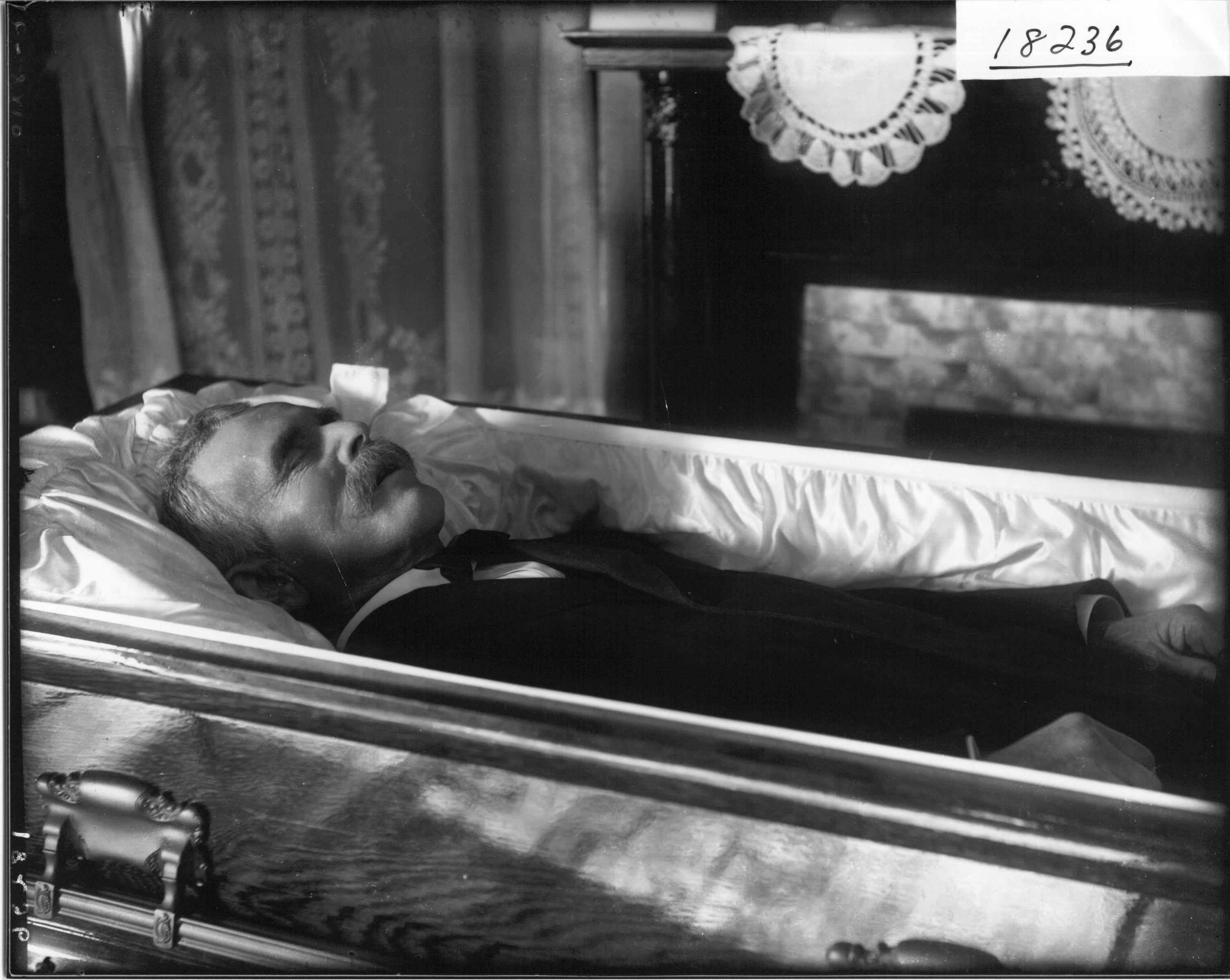
Défunt reposant dans son cercueil resté ouvert.

Celse, médecin romain de l'Antiquité, rédige aux alentours de l'an 100 De Arte medica, ouvrage dans lequel il mentionne le problème posé par le diagnostic du décès et cite un cas d'enterrement prématuré auquel la victime échappe de justesse.
Jusqu'au début du XXe siècle, le constat du décès d'un individu est fait en cherchant manuellement son pouls et en plaçant un miroir devant sa bouche pour détecter une trace de buée. Nombre de présumés morts n'étaient en fait qu'en léthargie ou plongés dans un coma passager. Dès 1800, à Paris, un arrêté de Frochot, préfet de la Seine, prévoit que les maires doivent faire appel à des officiers de santé pour constater les décès. Une circulaire du 24 décembre 1866 étend ce principe à toutes les communes, mais cette charge financière est telle que seules les grandes villes peuvent avoir des médecins vérificateurs assermentés et rétribués (appelés dans le langage courant « médecins des morts »). Ce mode de vérification est resté dans le domaine réglementaire en France jusqu'au décret du 28 mars 1960 qui impose l'établissement du certificat médical de décès par des médecins diplômés (souvent en pratique les médecins traitants). La conservation des corps étant problématique, les inhumations étaient fréquemment pratiquées dans des délais très brefs. En période d'épidémie, les inhumations devenaient quasiment immédiates pour prévenir la contagion.
Ce qui précède pose le problème du moment où la mort peut être considérée comme certaine et irréversible : « La mort est un long couloir dans lequel une personne s’éloigne définitivement du monde des vivants. Il est difficile de savoir quand elle entre dedans et tout aussi difficile de savoir quand elle en est définitivement ressortie pour pouvoir attester qu’elle est réellement et définitivement morte ».
Bien que, dans l'immense majorité des cas, le décès d'un individu soit flagrant et incontestable, il reste une marge d'incertitude qui est devenue faible dans les pays développés. De tous temps, les critères de base ont été l'absence de pouls et de respiration, auxquels s'ajoute l'absence totale de réactions à des sollicitations diverses. C'est généralement à ce stade que la mort est déclarée. Viennent ensuite le refroidissement du corps à raison d'environ 1 degré par heure, l'apparition progressive de la rigidité cadavérique au bout de trois à six heures et des lividités cadavériques.

### Moyens de prévention
Toutefois, quelles que soient les précautions prises par le corps médical pour s'assurer que le décès est incontestable, le risque infime d'être enterré vif pouvait demeurer inacceptable pour certains. De nombreux auteurs proposèrent leurs solutions. Dans une revue de 1837 on pouvait lire à ce sujet un surprenant commentaire sur un ouvrage récemment publié :

« M. Vigné, après avoir prouvé l'incertitude que doivent laisser certains symptômes que l'on croit généralement être les signes infaillibles de la mort, fait connaître les moyens à employer auprès des malades qui semblent déjà passés de vie à trépas. Ces moyens, je pourrais vous les dire, mais je n'en ferai rien. La curieuse brochure de M. le docteur Vigné se vend au profit des pauvres : achetez-la, et, quand vous l'aurez achetée, ne la prêtez qu'à ceux qui n'ont pas le moyen de faire comme vous. Pour les riches avares qui viendront vous la demander, de peur de dépenser utilement pour eux quarante sous qui profiteraient aux pauvres, gardez-vous de la leur prêter : s'ils sont enterrés vifs, tant pis pour eux »

#### Délai d’expectative

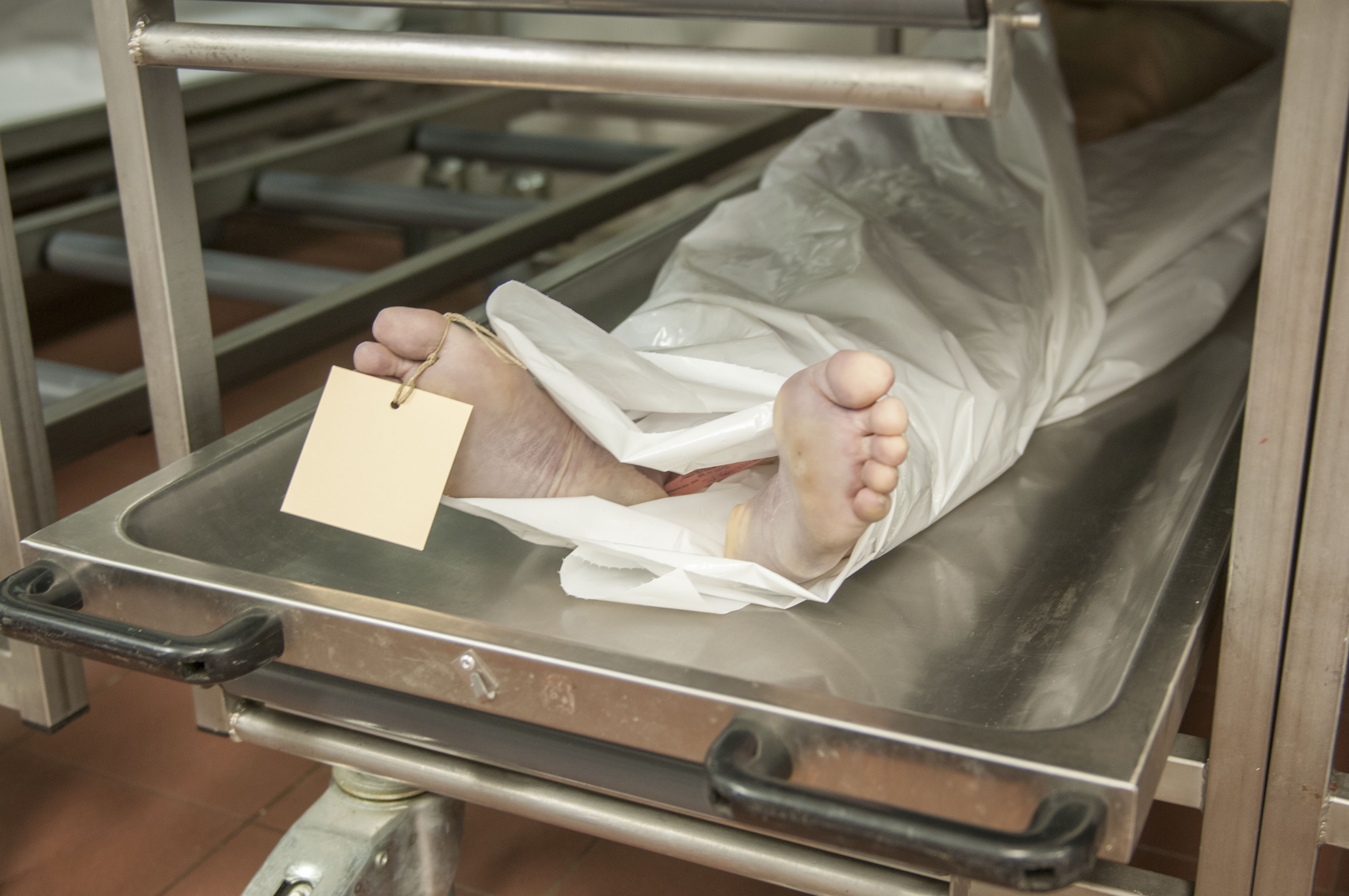
Cadavre déposé dans une morgue.

Un des moyens pour éviter les conséquences d'actes trop précipités consiste à laisser un temps suffisant entre le constat du décès et la mise en bière fermée ou en alvéole frigorifique de façon à s'assurer dans la continuité de l'absence définitive de signes de vie. Dans les pays chauds, les premiers signes de décomposition apparaissent rapidement. En Europe, la plupart des pays ont adopté des dispositions légales interdisant l'inhumation avant 24 ou 36 heures. En France, un délai d'expectative de 24 heures a été imposé par l'article 77 du Code Napoléon dès 1804. En 1960, cet article qui était resté pratiquement inchangé, a été abrogé par un décret ajoutant l'obligation de faire constater le décès par un médecin. En outre, lorsque le décès se produit en milieu hospitalier, ce qui est le cas le plus fréquent, le corps du défunt doit demeurer deux heures dans le service avant d'être conduit à la morgue.
Pour des raisons d'hygiène et de nuisances, il est impossible de laisser un corps à l'air libre jusqu'aux premières manifestations incontestables de sa décomposition.

#### Acte médical radical
Pour rendre impossible un éventuel réveil intempestif post mortem dans un environnement confiné, plusieurs auteurs ont préconisé le recours à un acte rendant définitivement impossible tout retour à la vie : injection d'un poison violent tel que du cyanure de potassium, ouverture du cœur, sectionnement des artères carotides, etc. C'est le recours à cette dernière méthode, préconisée par le docteur Veyne en 1874 qu'exigea le compositeur Jules Massenet dans son testament.

#### Cercueil sécurisé

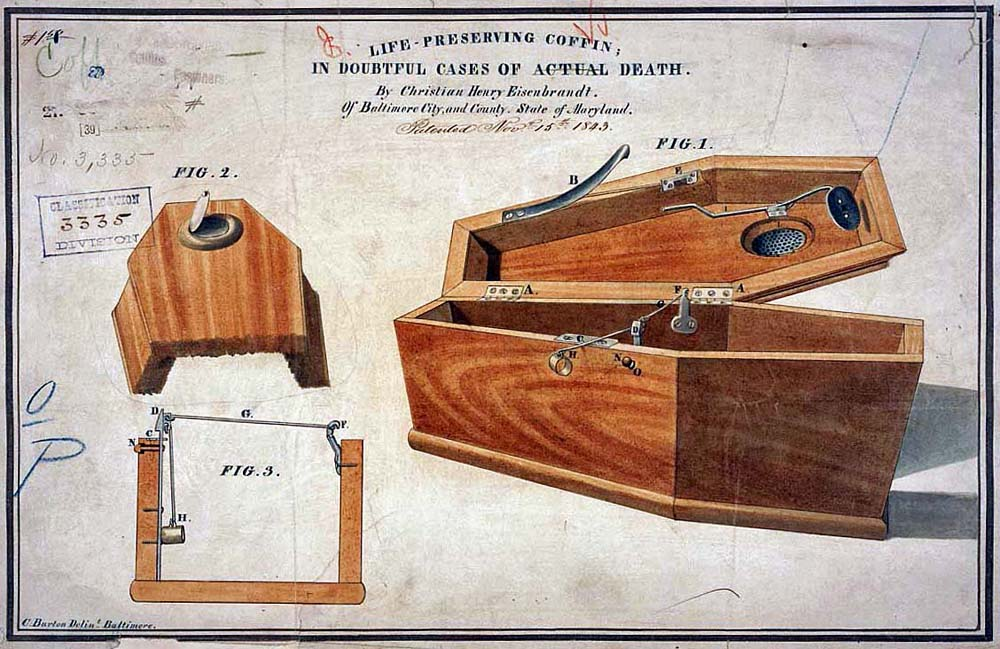
Cercueil préservant la vie
Christian H. Eisenbrandt
(1843).

Une autre possibilité était de recourir à l'usage de cercueils équipés pour permettre à leur occupant de manifester sa survie, parfois même en étant inconscient. Dès la fin du XVIIIe siècle, au moment où commençait à se développer la crainte de se réveiller au fond d'un tombeau, on commença à se préoccuper du « confort » de la victime possible : son corps devait être couvert de vêtements et d'un drap de serge, le cercueil devait être surélevé sur deux pierres pour qu'il ne puisse baigner dans l'eau et son fond garni d'un matelas de foin recouvert de laine. Il fallait également y déposer « sous la main gauche, une fiole pleine de bon vin avec un morceau de pain, d'échaudet ou de biscuit. À quoi les personnes recherchées peuvent ajouter le figuette de liqueur, ou d'éther tempéré avec du sucre ; en observant que le bouchon surmonte assez le goulot de la bouteille, pour qu'elle soit aisée à déboucher ». Première préfiguration des systèmes sophistiqués à venir : on devait attacher au poignet gauche du cadavre une corde permettant d'agiter le battant d'une cloche fixée à un pieu à l'extérieur de la tombe.
Dans le courant du XIXe siècle, plusieurs inventeurs ont proposé d'ingénieux dispositifs censés permettre à une victime revenant subitement à la vie de signaler l'évènement, voire de s'extraire par elle-même de sa situation. Il semble qu'ils ne furent que très rarement utilisés et on ne trouve pas trace de leur contribution à l'empêchement d'une telle situation. Pour être réellement efficaces, ces systèmes impliquaient une surveillance extérieure permanente durant plusieurs jours.
En 1896, c'est le comte Michel de Karnice-Karnicki, chambellan du tsar de Russie Nicolas II, qui imagine un système constitué d'un tube traversant le couvercle du cercueil pour rejoindre en surface une boite étanche contenant un drapeau et une cloche. Au moindre mouvement d'une boule de verre posée sur la poitrine du cadavre, un ressort déclenche le mécanisme de signalisation et ouvre la boite, ce qui permet à l'air extérieur et à la lumière de rentrer dans la bière. Ce procédé donna lieu à un essai signé du chansonnier-journaliste Horace Valbel.
Le principe d'un cercueil sécurisé a survécu au XIXe siècle : dans les années 1970 le « cercueil électrique » du Français Angel Hays (en) fait le bonheur de la presse et des émissions de télévision à succès. Des brevets d'invention pour pallier les risques d'une inhumation prématurée ont continué à être déposés, certains originaux comme ce cercueil éjectant automatiquement son occupant au moindre mouvement. La plupart ont suivi l'évolution des techniques : systèmes d'alarme électriques en France en 1980 et au Brésil en 1984, puis une sortie vocale raccordée au réseau téléphoniques en Allemagne en 2003. En 1995, c'est un horloger toscan du nom de Fabrizio Caselli qui a breveté un cercueil « high-tech » contenant interphone, lampe de poche, bouteille d'oxygène, défibrillateur et connexion à une station de surveillance,. Le téléphone mobile étant devenu omniprésent, son intégration dans les cercueils est imaginée en France en 2005 et en Lettonie en 2008.
Si on en croit une dépêche de l'Agence France-Presse du 7 mai 2004 reprise dans les médias, un cimetière de la banlieue de Santiago du Chili envisageait à cette date d'installer systématiquement une sonnette d'alarme dans les cercueils, permettant aux personnes qui auraient été enterrées par erreur de se faire connaître.

Cercueils et caveaux sécurisés
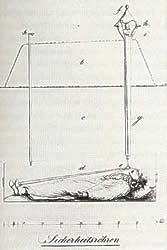
Johann Taberger (1829)
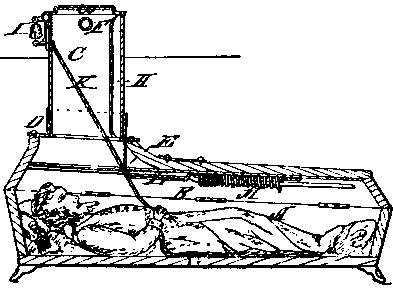
Franz Vester (1868)
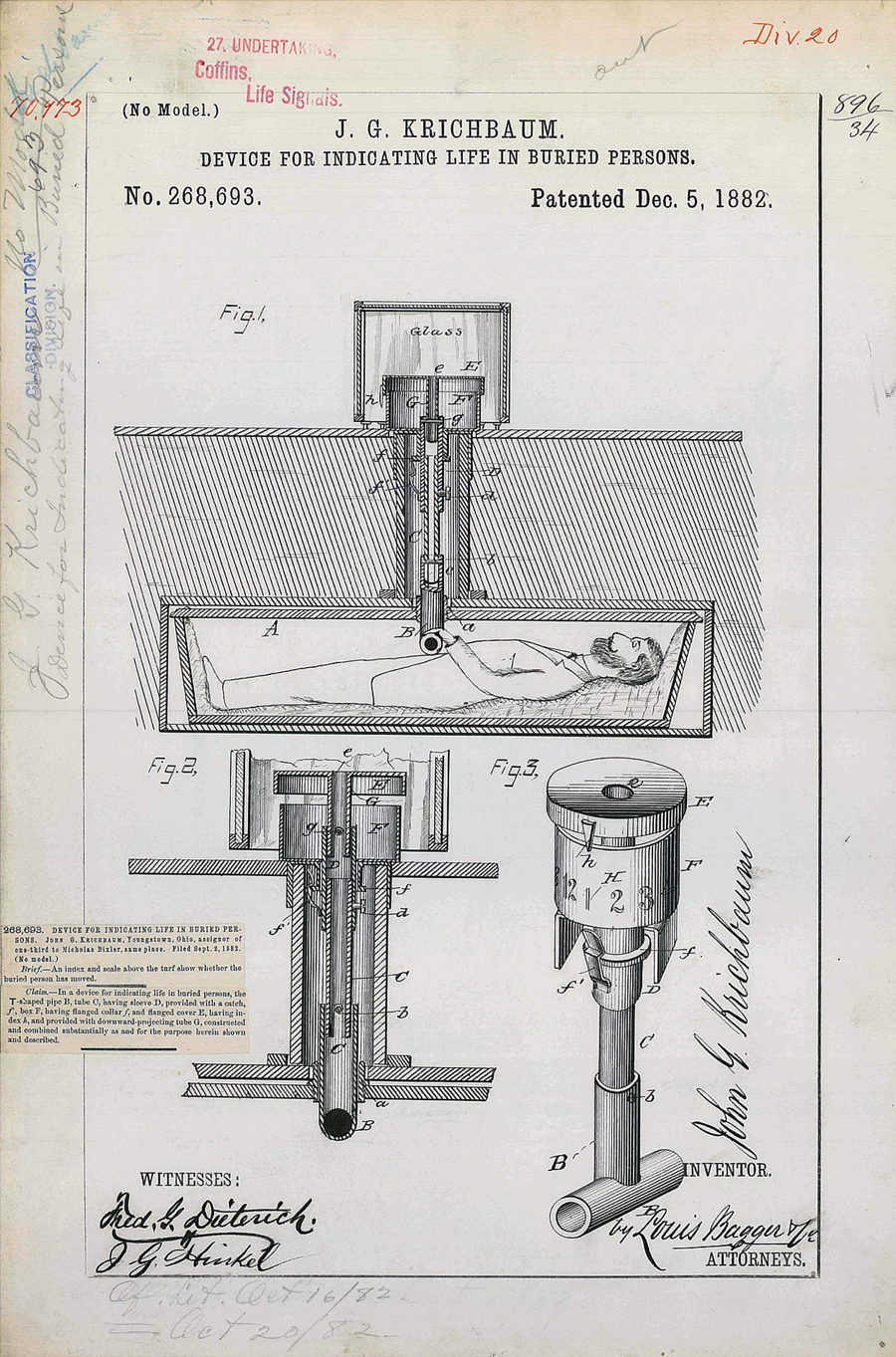
J. G. Krichbaum (1882)
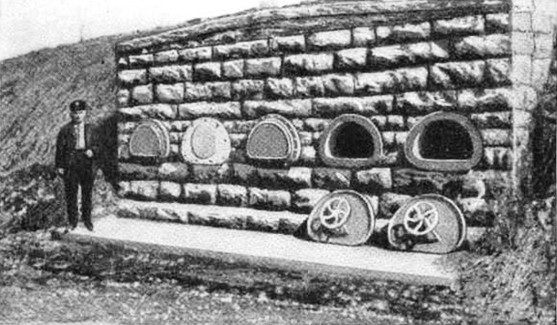
Caveau sécurisé[Note 4] (1890)

### Événements récents
Les progrès de la médecine et les dispositions légales ayant généralisé dans la plupart des pays un délai obligatoire d'au moins un jour entre le constat du décès et les obsèques, les quelques très rares cas de « retour à la vie » ont généralement lieu avant l'enterrement. La presse relate toutefois, de temps à autre, de tels évènements :
- Mars 1988 - Belgique : après avoir été déclaré mort à deux reprises par des médecins, un homme de 33 ans échappe à l'enterrement vivant grâce à l'entêtement de l'entrepreneur de pompes funèbres[48].
- Janvier 2010 - Kurdistan turc : Victime d'un crime d'honneur, une adolescente de 16 ans est enterrée vivante par sa famille[49].
- Juillet 2011 - Afrique du Sud : Un homme de 50 ans se réveille à la morgue 24 heures après avoir été déclaré mort[50].
- Juin 2012 - France : Une femme de 87 ans déclarée morte à son domicile s'est réveillée au funérarium[51].
- Février 2014 - États-Unis : Déclaré mort, un Américain se réveille aux pompes funèbres[52].
- Avril 2014 - États-Unis : Une femme de 80 ans déclarée morte a été congelée vivante dans la morgue de l’hôpital[53].
- Juillet 2014 - Philippines : Une fillette de 3 ans se réveille dans son cercueil[54],[55].
- Août 2014 - France : Un bébé de 14 mois supposé mort noyé se réveille à la morgue avant de décéder définitivement[56].
- Novembre 2014 - Pologne : Une femme de 91 ans déclarée morte se réveille à la morgue onze heures plus tard[57].
- Août 2015 - Honduras : Déclarée morte, une jeune mariée se réveille dans sa tombe[58].
- Janvier 2018 - Espagne : Un prisonnier de 29 ans, déclaré mort par trois médecins après une tentative de suicide, se réveille au moment où on s'apprête à l'autopsier[59].

Toutefois certains récits, issus de sources incertaines, semblent être des canulars ou en sont effectivement après vérification :
- Février 2012 - Chine : Une femme de 95 ans revient à la vie après six jours passés dans son cercueil, se lève et se met à cuisiner[60],[Note 5].
- Mars 2014 - Italie : Un Romain de 52 ans, déclaré mort depuis deux jours, sort de son cercueil au moment de ses obsèques et agresse le prêtre[61],[Note 6].

### Statistiques
En 1895, le révérend J. G. Ouseley estime à 2 700 le nombre de personnes enterrées vivantes chaque année en Angleterre et au pays de Galles. Le médecin J. Stenson Hooker (en) juge ce nombre plus proche de 800.  
En 1895, l'avocat B. Gaubert estime à 8 000 le nombre de personnes enterrées vivantes chaque année en France. D'après le professeur Thieurey, docteur-régent à la faculté de médecine de Paris, un tiers à la moitié des patients qui meurt dans ses services ne sont pas réellement décédés au moment de leur enterrement. Selon le docteur Josat, lauréat de l'Institut de France, le phénomène est tellement massif que certaines personnes refusent de visiter la France, de peur d'y être frappées de « mort apparente » et enterrées vivantes. 
En 1963, une étude menée dans un cimetière américain montre que 4 % des personnes qui y sont enterrées sont mortes d'asphyxies postérieures à leur inhumation. Selon le docteur Jean-Yves Péron-Autret, on retrouve un même pourcentage d'enterrés vivants chez les cadavres de soldats américains ramenés de la guerre du Viêt Nam,.

## Supplice

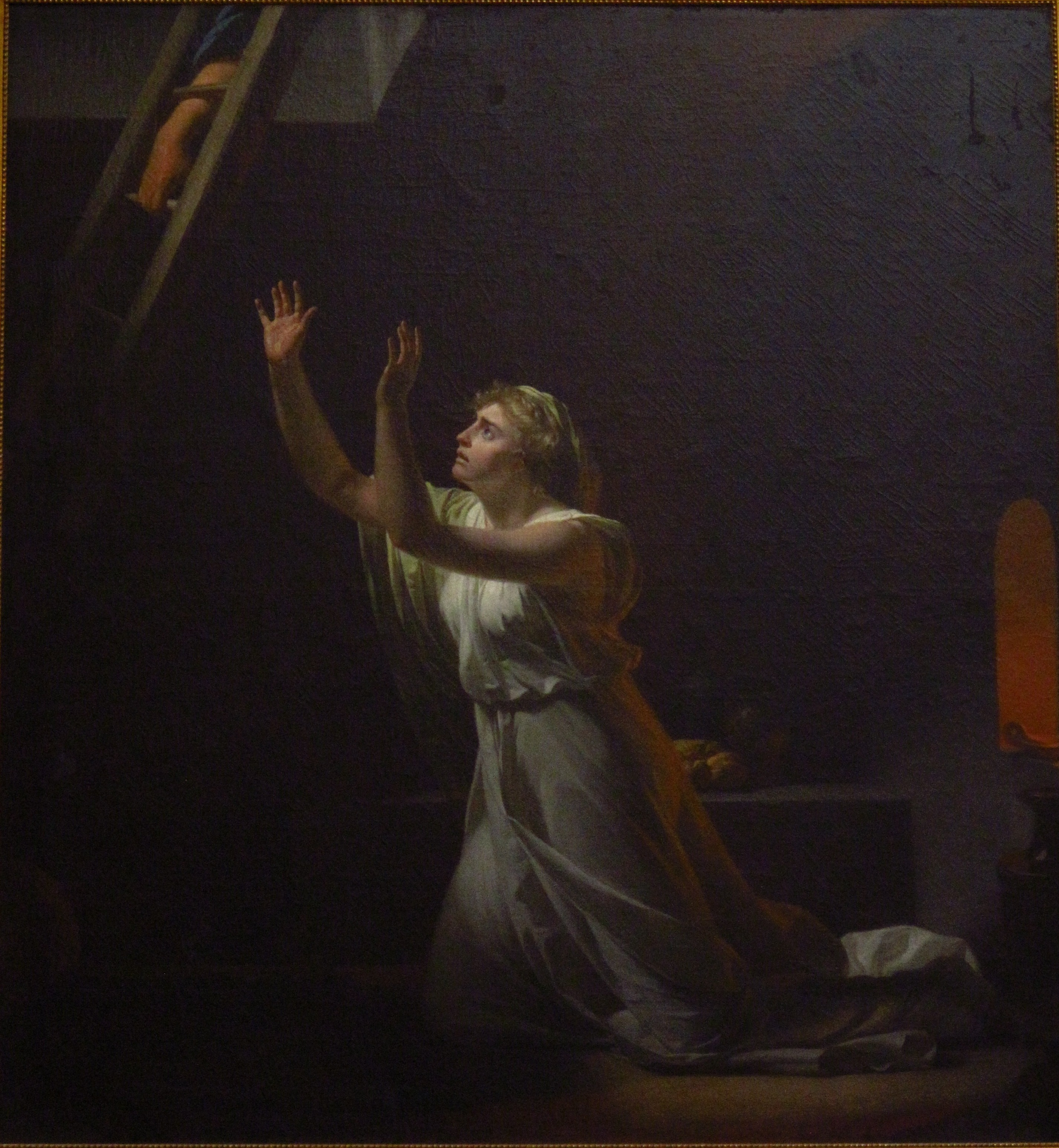
Supplice d'une vestale
Henri-Pierre Danloux, 1790.

L'enfouissement vivant a été un mode d'exécution capitale universellement pratiqué depuis l'antiquité jusqu'aux temps modernes. Le terme « enterré vif » est parfois une métaphore qui désigne en réalité un emmurement mortel dans une cellule étroite plutôt qu'un ensevelissement direct en pleine terre.
Dans son Dictionnaire de la pénalité dans toutes les parties du monde connu publié en 1825, M. B. Saint Edmé dresse un inventaire hétéroclite des divers lieux et peuples qui auraient, selon lui, pratiqué ce type de mise à mort pour divers motifs.

### Mythologie grecque
Cycnos, fils de Poséidon, est trahi par sa seconde femme Philonomé. Amoureuse de son beau-fils Ténès et incapable de le séduire, elle conduit Cycnos à l'exiler sur des calomnies qu'elle diffuse. Ayant reconnu son tort, mais désormais rejeté par son fils, Cycnos se venge en l'enterrant vivante. Lui-même sera enterré vivant.

### Antiquité
Un médecin grec du nom d'Appolonides qui vivait au Ve siècle av. J.-C. à la cour du roi de Perse Artaxerxès Ier a été condamné à être enterré vivant dans un caveau pour avoir eu une liaison avec la veuve d'un grand personnage. Au bout de deux jours on rouvrit sa cellule pour abréger ses souffrances en l'empoisonnant.
Dans la Rome antique, les vestales qui rompaient leur vœu de chasteté ou laissaient s'éteindre le feu dont elles avaient la garde étaient enterrées vives. La première exécution se déroula sous le règne de Tarquin l'Ancien. Elles étaient emmurées dans une petite cellule avec une lampe à huile et un peu de nourriture pour que le supplice soit prolongé,. Un cas célèbre relaté par Pline le jeune concerne le supplice de la vestale Cornelia, condamnée injustement par l'empereur Domitien. Vital de Ravenne, martyr chrétien du Ier siècle fut enterré vivant à Ravenne pour avoir refusé d'abjurer la foi chrétienne.
Le premier empereur de Chine, Qin Shi Huang, était traditionnellement accusé d'avoir fait enterrer vivants 460 lettrés confucéens en 210 av. J.-C., mais les historiens modernes tiennent désormais cette histoire pour invraisemblable.

### Moyen Âge

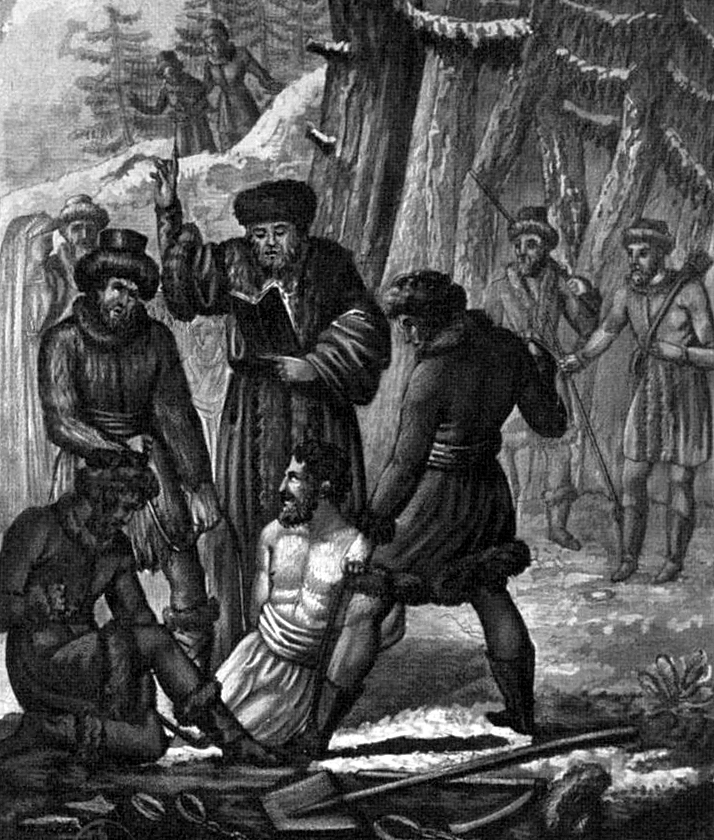
Homme enterré vif en Sibérie

S'il faut en croire la controversée Gesta Hungarorum, Géza, Grand-Prince des Hongrois aurait, peu avant l'an mil, fait enterrer vivant le chef des Petchenègues Tonuzoba (hu), qui refusait de se convertir au christianisme. Dans les Pyrénées, les anciens textes de loi prévoyaient explicitement ce mode de supplice, qui s'appliquait entre autres à ceux qui s'attaquaient aux jeunes filles ou aux femmes mariées.
La pratique était relativement courante en France au Moyen Âge, et généralement réservée aux femmes, car on ne leur appliquait pas pour des raisons de décence des supplices tels que la roue ou la pendaison, réservés aux seuls hommes.

« En 1295, par sentence du bailli de Sainte-Geneviève, Marie de Romainville soupçonnée de larcin fut enfouie à Auteuil solennellement sous les fourches. Amelotte de Christeuil, par une sentence du même Bailli, le fut encore en 1302 pour avoir dérobé, entre autres choses, une cotte, des anneaux & deux ceintures. Sous Louis XI, deux autres femmes subirent le même supplice, l'une appelée Guillemette Maugerepuis pour des crimes que je ne sais point ; l'autre en qualité de larronnesse et de receleuse, nommée Perette Mauger. »

En avril 1424 à Bayeux, exécution par le bailli de Caen de Thomasse Raoul condamnée à être « enfouye toute vyve » comme complice des brigands ennemis du roi. En avril 1435 à Falaise, exécution de Jeanne la Hardie pour des motifs identiques. Le registre criminel du Châtelet de Paris relate plusieurs jugements de bannissement de criminelles ou de femmes de mauvaises vies qui sont assortis de ce supplice appelé parfois « besche ».
En 1424, la ville de Schoonhoven (Pays-Bas) fut assiégée par les troupes de Jacqueline de Hainaut. Albert Beiling, qui commandait sa défense, résista mais fut trahi par des habitants qui livrèrent la ville aux assiégeants. Condamné à être enterré vif, il obtint un délai d'un mois pour faire ses adieux à sa famille et mettre ses affaires en ordre. L'échéance arrivée, il revint se livrer, ce qui lui valut le surnom de « Regulus batave » en référence aux circonstances analogues de l'exécution du consul romain Regulus.

### Époque moderne
Aux termes de l'article 130 de la Lex Carolina la peine était encore applicable aux femmes infanticides au XVIIIe siècle dans plusieurs pays d'Europe : « La femme qui secrètement par mauvaise volonté et de propos délibéré tuera son enfant, après qu’il aura reçu la vie et sa formation naturelle, sera condamnée suivant l’usage à être enterrée vive, et à périr à coups de pieux. ».

### Ensevelissement partiel
Pour prolonger le supplice, dans certaines régions telles que la Russie, on laissait le condamné enseveli jusqu'au cou agoniser des jours durant. Dans certaines pratiques de la lapidation, la victime est partiellement enterrée, son buste ou sa tête restant exposée aux jets de pierres. Il arrive que les jets de pierres soient remplacés par des coups.

## Actes criminels

### Crimes de guerre et barbarie collective

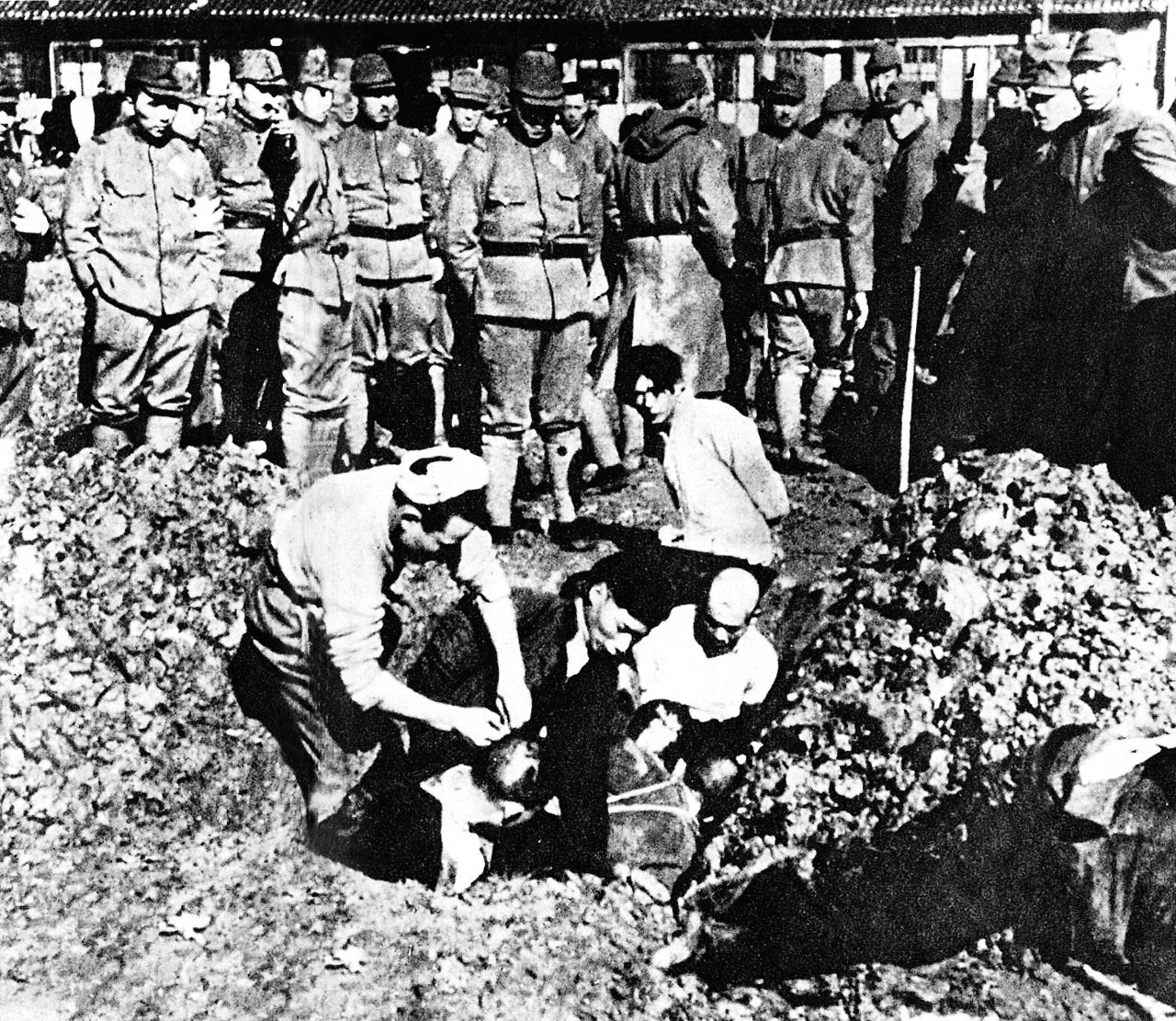
Chinois enterrés vifs par des soldats japonais lors du massacre de Nankin

Si les exécutions employant cette méthode ont presque totalement disparu, des mises à mort par mise en terre restent commises au cours de conflits. Lors de la prise de Sivas en 1402, Tamerlan fit enterrer vivants 4 000 chrétiens, essentiellement des guerriers arméniens : « Les chrétiens furent jetés dix à dix dans de larges fosses, la tête fixée au moyen de cordes entre les cuisses ; puis on recouvrit les fosses d'un plancher qu'on surchargea de terre, afin que les chrétiens trouvassent au fond de ces horribles tombes une mort lente et certaine. ». Durant la Guerre sino-japonaise (1937-1945) des civils étaient enterrés vivants par les soldats japonais. Après la bataille de Qousseir (2012), un citoyen syrien a été enterré vivant par des chabiha. Un rapport de l'Organisation des Nations unies, publié début 2015, dénonce le cas d'enfants crucifiés et enterrés vivants dans les régions passées sous le contrôle de l'État islamique.

### Assassinats
La presse se fait régulièrement l'écho d’assassinats ou de meurtres sordides perpétrés de cette façon :
- Pour avoir violé et enterré vive une fillette de 12 ans, le 16 octobre 2001 à Requeil, Alain Tesson, un entrepreneur en bâtiment récidiviste, a été condamné en 2005 à la réclusion criminelle à perpétuité[91].
- Le 8 mars 2009, ce sont deux français qui sont ensevelis vivants à La Charité-sur-Loire pour des motifs crapuleux[92].
- En 2010, une jeune fille turque de 16 ans est enterrée vive par ses proches pour avoir fréquenté des hommes[93].
- Le 27 mai 2011, un Anglais d'origine polonaise immobilise la jeune mère de son enfant par deux décharges de pistolet à impulsion électrique, l'enferme dans un carton et va l'enterrer vivante dans un bois avec l'aide d'un complice. La jeune femme réussit à s'extraire de sa tombe et à rejoindre une route voisine où elle est secourue[94].

## Expérimentations et supercheries
Il arrive parfois que des individus se risquent à tenter l'expérience d'être enterré vivant quelques heures dans un cercueil avec l'aide d'assistants ou d'amis. L'aventure n'est pas sans risques : en 1929, l'escroc Clément Passal a été la première victime de la machination qu'il avait imaginée pour se faire de la publicité : la ventilation de son cercueil n'a pas fonctionné et, en 2011, c'est un Russe de 35 ans qui est mort asphyxié à la suite d'une pluie violente ayant obstrué les tuyaux de ventilation de son cercueil.
Il en va de même pour les performances de certains artistes ou illusionnistes pratiquant l'escapologie. Si l'action est parfois plus spectaculaire que réellement risquée, tel l'enfermement dans une cavité souterraine relativement spacieuse et convenablement aérée, il en va autrement pour des tours plus élaborés et beaucoup plus périlleux comme ceux réalisés par Banachek, Criss Angel ou encore David Blaine, le moindre incident pouvant conduire au drame. Ce fut le cas pour Joseph W. Burrus dit « Amazing Joe », un prestidigitateur amateur américain de 32 ans qui mourut asphyxié le 30 octobre 1990 à Fresno (Californie) lorsque la caisse en plastique dans laquelle il s'était fait enfermer enchaîné s'est écrasée sous le poids du béton qui la recouvrait. Il se proclamait le successeur de Harry Houdini qui avait réalisé cet exploit 64 ans auparavant, le 31 octobre 1926,.

## Fakirs et yogis
En Inde au XIXe siècle, des voyageurs relatèrent avoir assisté à des performances extraordinaires de fakirs qui seraient restés ensevelis durant des périodes relativement longues, allant jusqu'à dix mois. Plus récemment, des expérimentations de plus courte durée ont été réalisées par des yogis sous contrôle scientifique.

## Dans les arts

### Littérature
- Dans les contes des Mille et une nuits, il est fait mention à plusieurs reprises de personnage enterrés vifs.
- Pauline, roman d'Alexandre Dumas (1838) dans lequel Pauline de Meulien est enterrée vivante par son époux, le comte Horace de Beuzeval, avant d'être sauvée d'extrême justesse par Alfred de Nerval.
- La Chute de la Maison Usher, nouvelle d'Edgar Allan Poe (1839).
- L’ensevelissement prématuré, nouvelle d'Edgar Allan Poe (1844).
- Dans Les Misérables, deuxième partie, livre 8, Jean Valjean, alias Ultime Fauchelevent, manque d'être enterré vivant.
- Le Tic, nouvelle de Guy de Maupassant (1884) dans laquelle une jeune fille est ranimée quand on lui coupe un doigt pour voler sa bague.
- La Mort d'Olivier Bécaille, nouvelle d’Émile Zola (1884) dans laquelle une personne raconte être morte, avoir été enterrée et être ressortie de sa tombe.
- La Cadillac de Dolan, nouvelle de Stephen King (1985) dans laquelle un mari venge la mort de sa femme en enfouissant vivant son meurtrier dans sa voiture.
- Le Cavalier du Baïkal, roman historique de Bernard Clavel (2000) dans lequel un jeune Helvète accusé de vol est enterré vivant.
- Comme une tombe, roman de Peter James (2007) raconte l'histoire d'un homme se réveillant enfermé dans un cercueil.

### Bande dessinée
- Les Cigares du pharaon, bande dessinée d'Hergé (1934) dans laquelle Tintin est enterré dans une fausse tombe pour simuler son exécution.

### Théâtre
- Antigone de Sophocle (Ve siècle av. J.-C.) : Antigone, refusant d'obéir aux ordres de Créon, est enterrée vivante.

### Opéra
- La Vestale de Gaspare Spontini (1807)

### Cinéma et télévision
- La Flamme éternelle, film muet de Maurice Tourneur (1917). Le simple berger amant d'une princesse est enterré vivant sur ordre du roi.
- L'Enterré vivant, film de Roger Corman (1962). Un chercheur médical londonien est obsédé par la crainte d'être enterré vivant.
- L'Enterrée vive, téléfilm de Jack Smight (1972). L'héroïne part à la recherche d'une femme enterrée vive sur sa propriété.
- Oxygen, film de Richard Shepard (1999). Une femme est enterrée vivante par son ravisseur, dans le but d'obtenir une rançon de son riche mari.
- Kill Bill 2, film de Quentin Tarantino (2004). L'héroïne, enterrée vivante, utilise une technique de kung-fu pour briser son cercueil avec sa main.
- Buried, film de Rodrigo Cortés (2010). Un jeune entrepreneur américain est enterré vivant en Irak dans une boîte en bois avec un téléphone à moitié déchargé et un briquet.
- Fargo, série Netflix (2015). Un homme est enterré vivant par deux membres du crime organisé.
- Hudson et Rex, série télé, saison 3 épisode 9/16 (2020), « Enterré vivant » (Grave Matters).
- Wentworth, série télé, saison 5, épisode 12/12 (2017). Une prisonnière venant de s'échapper est enterrée vivante par un gardien de la prison.

### Musique
- Enterré vivant est le cinquième titre de l'album Engrenages produit en 1993 par le groupe Banlieue rouge.

### Peinture
- Le supplice d'une vestale par Henri-Pierre Danloux (1790)
- Le supplice d'une vestale par Jacques Gamelin (vers 1795)
- Le supplice d'une vestale par Jean-Baptiste Peytavin (1801)
- L'inhumation précipitée par Antoine Wiertz (1854)
- Vestale sepolta viva par Frederico Maldarelli (1879)